# Lorenzo Casoni
Lorenzo Casoni (né le 16 octobre 1645 à Sarzana, dans l'actuelle province de La Spezia, en Ligurie, alors dans la république de Gênes, et mort le 19 novembre 1720 à Rome) est un cardinal italien du XVIIIe siècle.

## Biographie
Casoni exerce diverses fonctions au sein de la Curie romaine, notamment au Collège des cardinaux et comme chanoine à la basilique Saint-Pierre. Il est nommé archevêque titulaire de Césarée-en-Cappadoce (de) et envoyé comme nonce apostolique à Naples (en) en 1690. Il exerce des fonctions à la Congrégation de l'Inquisition à partir de 1701.
Le pape Clément XI le crée cardinal lors du consistoire du 17 mai 1706. Le cardinal Casoni est légat apostolique à Ferrare de 1707 à 1709, puis à Bologne de 1709 à 1714. Avec le cardinal Enrico Noris, il est adhérent du parti anti-jésuite. Il fonde dans la cathédrale de Sarzana une chapelle somptueuse à l'honneur des SS. Crocifisso.

## Succession apostolique
Lorenzo Casoni a ordonné les évêques suivants :
- Cardinal Nicola Gaetano Spinola (1706)
- Évêque Marco Antonio Attaffi (1706)
- Évêque Agostino Spinola, C.R.S. (1716)
- Évêque Antonio Guidi di Bagno (it) (1719)
- Évêque Biagio Antonio Copeti (it) (1719)
- Évêque Cosimo Torelli (1719)